# Duarte Pacheco Pereira
Duarte Pacheco Pereira  (* um 1469 in Lissabon; † 1533 ebenda) war ein portugiesischer Seefahrer, Feldherr, Mathematiker, Astronom, Naturwissenschaftler und Geograph und galt durch seine vielen herausragenden Talente als einer der brillantesten Denker seiner Zeit sowie als Universalgelehrter.

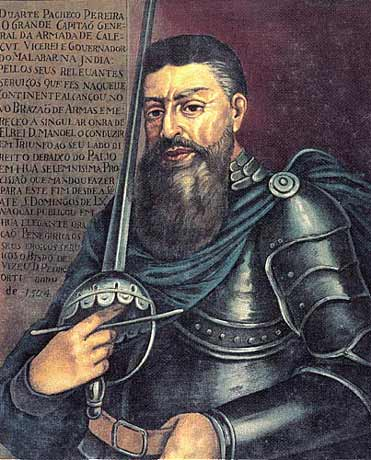
Duarte Pacheco Pereira

Als Geburtsjahre werden auch 1460 und 1475 und als Geburtsort Santarém angegeben.

## Lebensweg
Er entstammte einem alten portugiesischen Adelsgeschlecht, war der Sohn von João Pacheco und Isabel Pereira. Er kam zum Hof des Königs Johann II., wo er eine umfangreiche Ausbildung in Navigation, Astronomie und Geographie erwarb. Sein Großvater väterlicherseits, Gonçalo Lopes Pacheco war ein Vertrauter Heinrich des Seefahrers und galt als einer der reichsten Männer Lissabons.
Der hochgebildete Duarte Pacheco Pereira war der erste Geograph, dem es gelang, annähernd korrekt die Gradeinteilung der Meridianbogen mit einer Fehlerabweichung von unter 4 % zu berechnen.
Weiterhin dokumentierte er die Gezeiten im Indischen Ozean und nutzte sie zur Kriegsführung.
Als Naturwissenschaftler beschrieb er 1506 erstmals den Werkzeuggebrauch bei Tieren. Er schrieb in seinem Tagebuch, welches sich heute im Arquivo Nacional da Torre do Tombo befindet, dass Schimpansen die Fähigkeit hätten Werkzeuge zu verwenden. Eine Theorie, die erst 1921 und damit rund 400 Jahre später bestätigt wurde.
Der portugiesische König Johann II., an dessen Hof er als königlicher Geograph und Astronom lebte und arbeitete, bestimmte Duarte Pacheco Pereira zu einem der portugiesischen Verhandlungsführer bei den Verhandlungen mit Spanien zum Vertrag von Tordesillas. In dieser Eigenschaft war er 1494 auch einer der Unterzeichner des Vertrages.
In den 1490er Jahren werden ihm eine Reihe von Seereisen in den Atlantik zugeschrieben, um die geographischen Gegebenheiten des Vertrages von Tordesillas zu überprüfen. Auf einer dieser Reisen soll er im Auftrag des portugiesischen Königs Emanuel I. Ende 1498, d. h. vor Pedro Álvares Cabral, an der heutigen brasilianischen Küste gelandet sein. Er wäre somit der erste, uns bekannte Europäer gewesen, der die Küsten der heutigen brasilianischen Staaten Pará und Maranhão sowie das Mündungsgebiet des Amazonas befahren hat.
Um 1500 heiratete er Antónia de Albuquerque, die Tochter eines hohen königlichen Beamten, mit der er sieben Kinder hatte.
1503 gehörte er als Kommandant der Nau Espírito Santo zu den Kapitänen, die dem Geschwaderkommodore und späteren Gouverneur von Indien, Afonso de Albuquerque, auf seiner Reise nach Indien unterstanden. Als ein Teil der portugiesischen Flotte nach Portugal zurück segelte, beließ Albuquerque Duarte Pacheco Pereira auf Bitten des mit den Portugiesen verbündeten Herrschers von Cochin als Oberbefehlshaber der portugiesischen Truppen in Indien und Kommandant der ersten Kolonie Fort Manuel. Ihm unterstanden ca. 100 portugiesische Soldaten mit einer Reihe von Kanonen sowie etwa 50 portugiesische Seeleute auf einer Nau und zwei Karavellen. Unterstützt von ca. 300 verbündeten Kriegern aus Malabar sowie ca. 5.000 Kriegern aus Cochin, von denen die Mehrheit desertierte, kämpfte er gegen eine übermächtige Koalition indischer Rajas unter Führung des Samorims von Calicut, die über rund 200 Schiffe und ca. 50.000 Krieger verfügt haben sollen.
Nach einigen erfolgreichen kleineren Gefechten gelang Duarte Pacheco Pereira Mitte März 1504 durch den geschickten Einsatz seiner Artillerie und Schiffe ein entscheidender Sieg über den Herrscher von Kalikut. Er gilt als einer der ersten Menschen, die den Zusammenhang zwischen den Mondphasen und den Gezeiten genauer untersuchten. Fort Manuel, in das sich die Portugiesen zurückgezogen hatten, war von zahlreichen Wasserläufen und Kanälen am Ende einer Landzunge umgeben. So konnte Pereira berechnen, wo und wann die Inder angreifen mussten, um die Furten zu passieren. Das verschaffte den Portugiesen die Möglichkeit ihre mit Kartätschen bestückte Artillerie dort zu positionieren und zu massieren, wo die indische Koalition auch anschließend tatsächlich angreifen ließ. Ebenfalls konstruierte er für die Furten Fallen, wie angespitzte Baumpfähle (den im Zweiten Weltkrieg verwendeten sogenannten Rommelspargeln ähnlich), die in den Furten knapp unter die Wasseroberfläche eingelassen wurden und die indischen Landungsboote aufrissen. Durch die Maßnahmen fanden tausende Soldaten des Samorin den Tod, während die Portugiesen praktisch keinerlei Verluste erlitten.
Dieser Sieg sicherte die portugiesische Präsenz in Indien und war eine wesentliche Grundlage für den Aufbau des portugiesischen Imperiums in Asien. Es ist daher nicht verwunderlich, dass Luís de Camões, der portugiesische Nationaldichter, ihn im 10. Gesang seiner Lusiaden als „Aquiles Lusitano“ (den Portugiesischen Achilles) bezeichnete „mit einer Feder in der einen Hand, in der anderen ein Schwert“.
1505 wurde ihm bei seiner Rückkehr nach Portugal ein triumphaler Empfang bereitet. Wegen seiner großen militärischen Leistungen bedachte ihn der König mit großen Ehrungen und Einkünften. In der Folge wurde Duarte Pacheco Pereira einer der engsten Vertrauten von König Emanuel I.

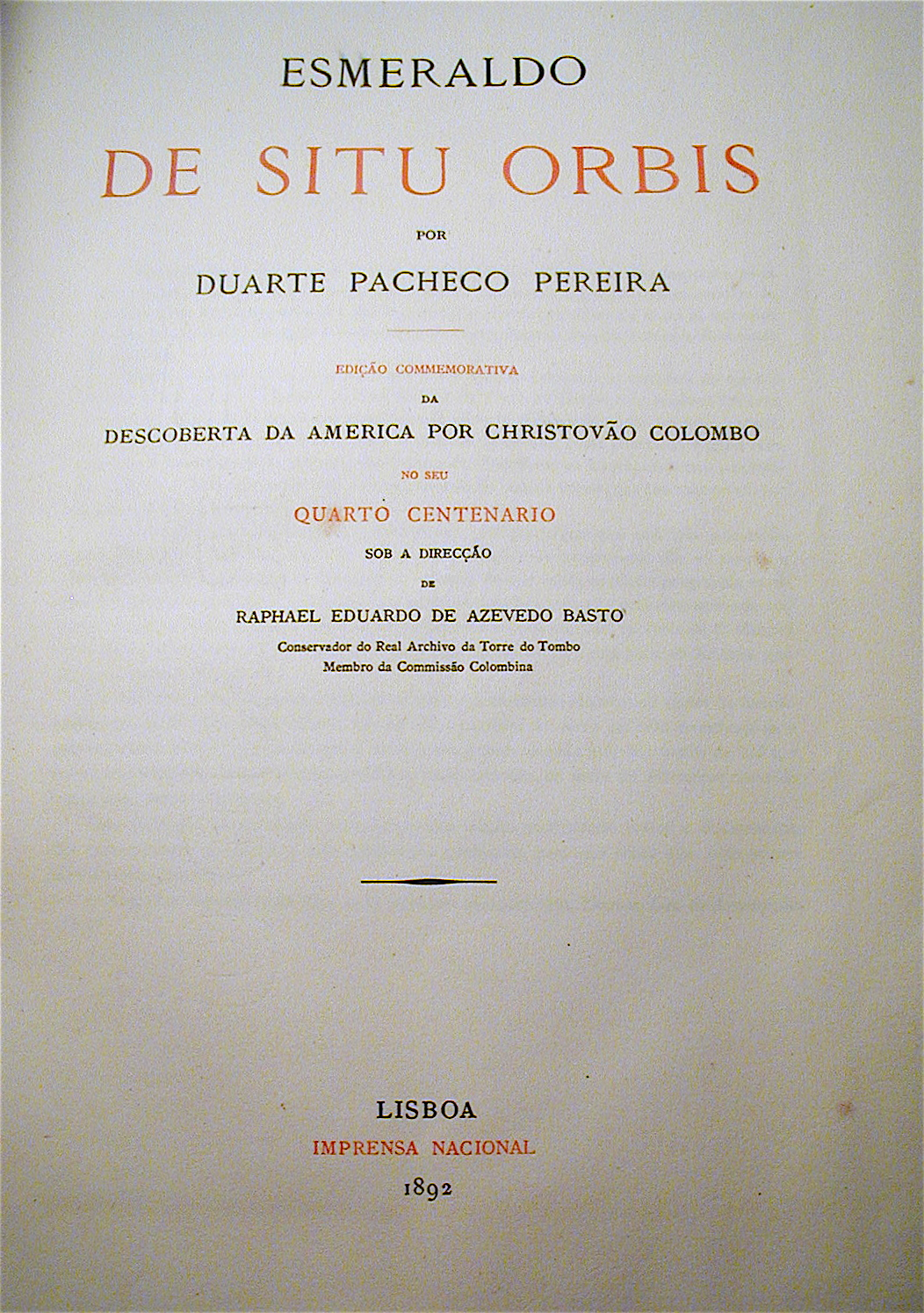
Esmeraldo de situ orbis (Titelseite der Ausgabe Lissabon 1892)

In den Jahren 1505 bis 1508 arbeitete er an seinem Werk Esmeraldo De Situ Orbis. In diesem Werk geht er auch vage darauf ein, dass König Emanuel I. ihn ausgeschickt habe, um Land im Westen des Atlantiks (Brasilien?) zu entdecken. Vordergründig handelt es sich um einen unvollständig gebliebenen Bericht seiner Reisen und kommentierter Roteiros der ost- und westafrikanischen Küsten, den er als handschriftliches Manuskript an den König sandte. Sein wichtigster Biograph, Joaquím Barradas de Carvalho, sieht darin jedoch noch mehr. Für ihn handelt es sich um die Aufarbeitung und Zusammenfassung des gesamten, bis dahin erlangten geographischen und nautischen Wissens der portugiesischen Seefahrer und Entdecker.
Dieses Werk unterlag strikter Geheimhaltung und existierte nur in wenigen Abschriften. Sein Inhalt musste jedoch den Zeitgenossen so interessant erschienen sein, dass noch im Jahre 1573 Philipp II. von Spanien einem seiner Spione in Lissabon, Giovanni Gesio, den Auftrag gab, im Geheimen eine Kopie zu beschaffen.
1508 beauftragte ihn der König, Jagd auf den französischen Korsaren Mondragon zu machen, den er 1509 am Kap Finisterre schlagen und gefangen nehmen konnte.
1511 kommandierte Duarte Pacheco Pereira eine Unterstützungsflotte im Kampf gegen die Mauren um Tanger.
Von 1519 bis 1522 war er Gouverneur („capitão-mór“) von Elmina, eines der höchsten Ämter, das der König zu vergeben hatte.
Unter dem neuen König Johann III. fiel er auf Grund von Verleumdungen in Ungnade und wurde für mehrere Monate eingekerkert, ohne jedoch seine Jahresrente zu verlieren.
Nach 1524 wurde Duarte Pacheco Pereira freigelassen und rehabilitiert und erhielt seine beschlagnahmten Einkünfte zurück. Diese Vorgänge sowie die Tatsache, dass sein ältester Sohn, João Fernandes Pacheco, am Hofe Johann III. lebte und ebenfalls eine königliche Jahresrente bezog, lässt Zweifel daran aufkommen, dass Duarte Pacheco Pereira „einsam und in Armut“ verstorben sei, wie einige Autoren behaupten.
Todesort und Todesjahr von Duarte Pacheco Pereira sind nicht eindeutig geklärt. Vor allem die Jahre 1530 und 1533 werden genannt. Als gesichert gilt, dass er im Jahre 1526 noch am Leben, jedoch 1534 bereits gestorben war.